# USS Discovery
A USS Discovery (NCC-1031) é uma nave espacial fictícia da série Star Trek: Discovery da classe Crossfield do século XXIII comandada pelo capitão Gabriel Lorca, comandante Saru e pelo capitão Christopher Pike, sendo este último após a USS Enterprise sofrer uma grave avaria.

## História
A USS Discovery foi construída nos estaleiros de São Francisco na Terra. 
Após o rompimento da guerra Federação-Klingon em 2256, a USS Discovery e sua nave-irmã a USS Glenn foram encarregados pela Frota Estelar de, secretamente, desenvolver um novo tipo de propulsão que lhes permitiria viajar instantaneamente a qualquer ponto do universo, chamada de Motor de Esporos.
A nave é considerada a mais avançada da frota, a última palavra em tecnologia em contraste com a relativamente velha USS Shenzhou (DIS. Context Is for Kings).

## Características
Sendo da classe Crossfield, a Discovery foi oficialmente construída para ser uma nave científica com capacidades de se defender. Devido a sua característica é capaz de acomodar até 300 missões científicas discretas, um recorde da frota.

## Motor de Esporos
Ambas as naves, a Discovery e sua nave-irmã a USS Glenn, foram equipadas com uma unidade experimental de esporos para testes de campo. Muitas pesquisas e refinamentos ficaram incompletas até o final de 2256, mas, em sua plena capacidade, tinha o potencial de atravessar instantaneamente vastas distâncias do universo em um piscar de olhos. No início os voos eram de curtas distâncias enquanto tentavam aperfeiçoá-lo em um sistema de transmissão confiável, no entanto: em contraste, a equipe da Glenn assumiu grandes riscos ao acelerar o processo, resultando em um acidente que matou toda a tripulação e paralisou a nave. (DIS: "Context Is for Kings").
Tem a capacidade de viajar entre universos paralelos. (DIS: "Despite Yourself").